# Винодольська Опчина
45°10′ пн. ш. 14°46′ сх. д. / 45.16° пн. ш. 14.76° сх. д.
Винодольська Опчина (хорв. Vinodolska općina) – громада в Приморсько-Горанській жупанії Хорватії.

## Населення
Населення громади за даними перепису 2011 року становило 3 577 осіб, 1 з яких назвала рідною українську мову. 
Динаміка чисельності населення громади:

## Населені пункти
До громади Винодольська Опчина входять: 
- Брибир
- Дривеник
- Грижани-Белград
- Трибаль

## Клімат
Середня річна температура становить 13,76°C, середня максимальна – 26,68°C, а середня мінімальна – 1,50°C. Середня річна кількість опадів – 1232 мм.
| Клімат поселення                              | Клімат поселення | Клімат поселення | Клімат поселення | Клімат поселення | Клімат поселення | Клімат поселення | Клімат поселення | Клімат поселення | Клімат поселення | Клімат поселення | Клімат поселення | Клімат поселення | Клімат поселення |
| Показник                                      | Січ.             | Лют.             | Бер.             | Квіт.            | Трав.            | Черв.            | Лип.             | Серп.            | Вер.             | Жовт.            | Лист.            | Груд.            |                  |
| Середній максимум, °C                         | 9,69             | 10,07            | 12,55            | 15,95            | 20,86            | 24,92            | 26,68            | 26,59            | 22,27            | 17,69            | 13,08            | 10,19            |                  |
| Середня температура, °C                       | 5,60             | 5,97             | 8,46             | 11,85            | 16,75            | 20,84            | 23,20            | 23,12            | 18,81            | 14,20            | 9,60             | 6,73             |                  |
| Середній мінімум, °C                          | 1,50             | 1,89             | 4,37             | 7,75             | 12,65            | 16,74            | 19,73            | 19,64            | 15,32            | 10,74            | 6,14             | 3,25             |                  |
| Норма опадів, мм                              | 91               | 78               | 82               | 87               | 89               | 97               | 57               | 77               | 144              | 158              | 154              | 118              |                  |
| Середньомісячна швидкість вітру, м/с          | 2.92             | 3.04             | 3.10             | 2.91             | 2.65             | 2.48             | 2.50             | 2.49             | 2.60             | 2.84             | 3.18             | 3.16             |                  |
| Середньомісячна сонячна радіація, кДж/м²·день | 4447             | 7241             | 10550            | 15040            | 19296            | 20962            | 22521            | 19326            | 14168            | 9098             | 4834             | 3752             |                  |
| --------------------------------------------- | ---------------- | ---------------- | ---------------- | ---------------- | ---------------- | ---------------- | ---------------- | ---------------- | ---------------- | ---------------- | ---------------- | ---------------- | ---------------- |
| Джерело:                                      |                  |                  |                  |                  |                  |                  |                  |                  |                  |                  |                  |                  |                  |